# Dwór w Nekli
Dwór w Nekli – zabytkowy dwór w Nekli, w powiecie wrzesińskim, w województwie wielkopolskim.

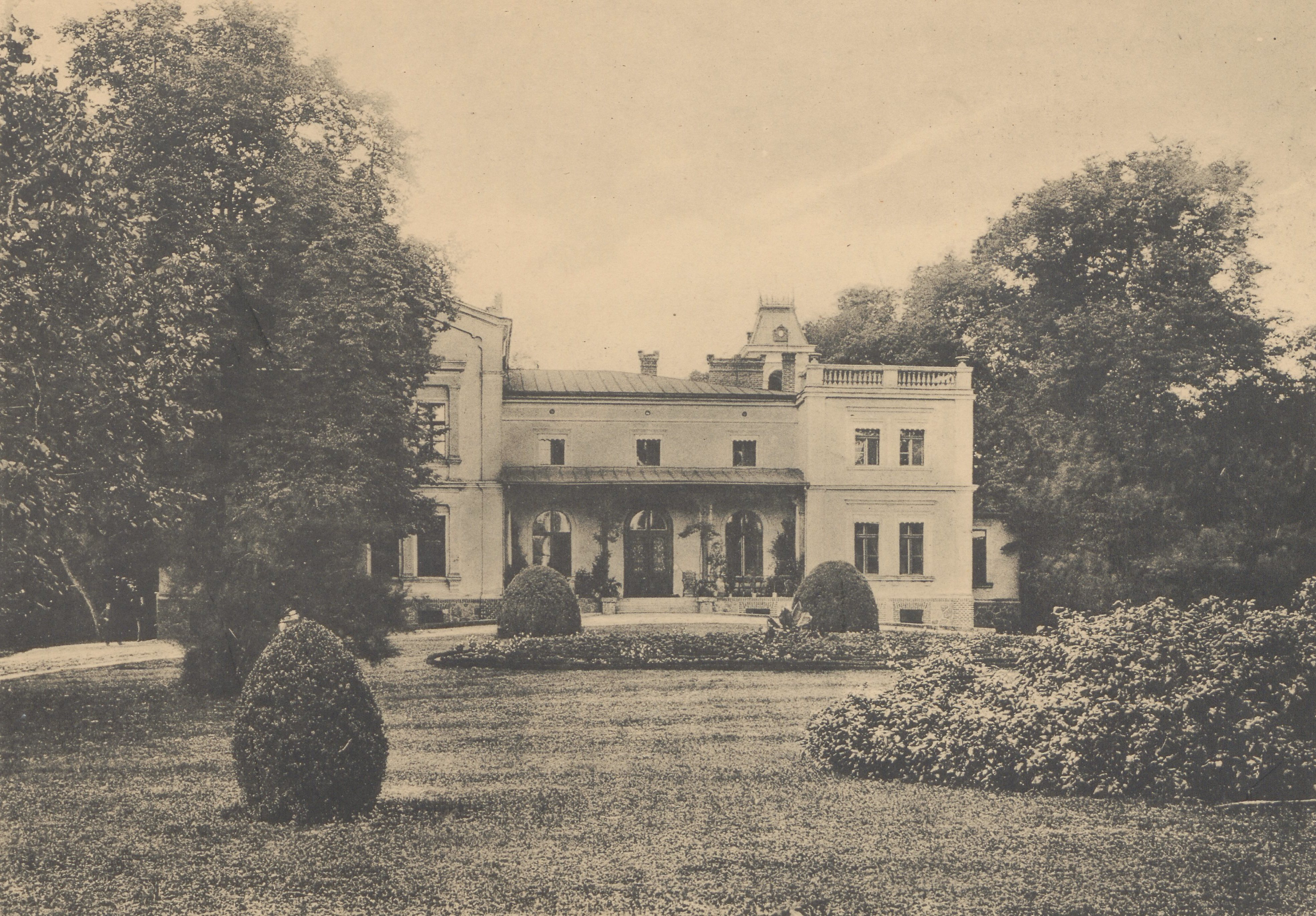
Widok dworu przed 1912

Dwór został wybudowany około 1870 r. przez rodzinę Żółtowskich herbu Ogończyk. Jest to obiekt w stylu eklektycznym, który nosi formy rozbudowanej willi włoskiej. Część środkowa, frontowa niższa, zawiera jedno wejście, z  przodu którego znajduje się ganek. Pośrodku budynku niewysoka wieżyczka. Pierwotnie wszystkie okna (z wyjątkiem okien w  ryzalitach frontowych) na parterze zakończone były łukiem półkolistym. Dwór służył jako obiekt mieszkalny dla rodziny Żółtowskich. Od 1945 r. w pomieszczaniach dworu powstał punkt felczerski, przemianowany w 1957 r. na ośrodek zdrowia. W 1948 r. swoje siedziby w obiekcie uzyskały: przedszkole, biblioteka publiczna (do 2009 r.).  
Obok dworu znajduje się budynek stajni i powozowni z początku XX wieku, który po przebudowie w latach 80. XX wieku jest siedzibą Nekielskiego Ośrodka Kultury. Wybito wtedy w nim duże otwory okienne, w bramach umiejscowiono wejścia, wybito otwór drzwiowy oraz od zachodu dobudowano przybudówkę. 
Dwór znajduje się w parku o powierzchni 11,2 hektarów. Pierwotnie był to park francuski z XVIII wieku, przekształcony w XIX wieku. W parku znajdują się liczne stawy. Ozdobą założenia parkowego są drzewa-pomniki przyrody: dęby o obwodzie pni 420, 500 i 600 centymetrów, sosna czarna i olchy czarne oraz modrzew europejski liczący sobie 170 lat i najstarsza w Polsce grusza - Józefinka - licząca 217 lat.
Na obszarze parku dworskiego w Nekli znajduje się stanowisko archeologiczne nr 2 w Nekli (AZP 53-32/56). Jest to prawdopodobnie pozostałość grodziska stożkowatego z okresu wczesnego średniowiecza (nie mylić z grodziskiem wpisanym do rejestru zabytków znajdującym się za parkiem) prawdopodobnie siedziby rycerskiej rodu Dryjów Starczanowskich (Nekielskich). Grodzisko znajduje się na wysepce cieku wodnego zwanego w przeszłości Łęczycą (obecnie pod nazwą Kanał Nekielski).
Park mieści się przy ulicy Poznańskiej.